# GAME KING 高橋名人VS毛利名人 激突!大決戦
GAME KING 高橋名人VS毛利名人 激突!大決戦（ゲームキングたかはしめいじんバーサスもうりめいじんげきとつ!だいけっせん）は、1986年に公開された映画作品。
製作・フィルムリンク・インターナショナル、配給・東宝。監督・神澤信一。
同時上映はアニメ映画『RUNNING BOY スター・ソルジャーの秘密』。

## 概要
大ブームとなっていたファミリーコンピュータの人気を背景に、当時人気だったファミコン名人の高橋名人と毛利名人のゲーム対決の様子を描いた作品である。対決は1986年6月8日の日曜日に、東京都渋谷区の国立総合児童センター（こどもの城）にて、観客として子ども達を集めて行われた。対決には発売前（発売直前）のハドソンのファミコン用ソフト『スターソルジャー』（1986年6月13日発売）が使用された。
なお、当時高橋名人はハドソンの宣伝部の社員、毛利名人はハドソンのアルバイト（大学生）であり、ハドソンによる『スターソルジャー』の宣伝が大きな目的の一つである。
スタッフが高橋名人のボタン連射シーンを調査したところ、最も早く撃っているところで240コマ(10秒)で174発、1秒あたり17連射していたことが判明した。

## 対決ルール
この試合の対決ルールは、下記の全5試合の5本勝負で行われ、全試合の勝ち数と総合得点を争うというスペシャルルール上で争われた。
使用機体は1試合につき1機のみで、自機が破壊された時点でその勝負は負けとなる。また、ゼグポイント以外の隠れキャラボーナスを得た時点でも即刻反則負けとなるという過酷なものであった。
GAME KING用スペシャルルール
- 第1ラウンド：2分間タイムトライアル
- 第2ラウンド：2分間タイムトライアル
- 第3ラウンド：5分間タイムトライアル
- 第4ラウンド：5分間タイムトライアル
- 第5ラウンド：ファイナルゲーム（1面 - 4面までのクリアと総得点の勝負）

## 特訓シーン
この作品の見所として、両名人が対決前にそれぞれ特訓を行うというシーンがある。力の高橋、技の毛利といった、両者のイメージに合った対照的な2人の様子が描かれており、高橋名人が連射力強化を重視した指の力の特訓（指の連打でのスイカ割り、人指し指1本でバイクを止める、工事現場で働くなど）、毛利名人は集中力を鍛える特訓（風が吹きすさぶビルの屋上でトランプタワーを組み立てる、水泳、皿の上に置いた豆を箸でつかんで別の皿に移すなど）を行っている。
これらのシーンの製作秘話は『ファミ通DVDビデオ ファミコン生誕20周年記念 ファミコンのビデオ』上で語られており、構成を担当した渡辺浩弐によると、同時期に日本国内で公開の映画『ロッキー4/炎の友情』での、ロッキーとドラゴの特訓シーンを意識して作られたと語っている。

## 出演者
- 高橋名人
- 毛利名人
- 志賀正浩（司会、特別出演）
- 飛田展男（実況アナウンサー、声の出演）
- 中江真司、長谷川直子（ナレーター、声の出演）

## スタッフ
- 企画：ハドソン
- 監督：神澤信一
- 監修：深沢清澄
- 製作：山本又一朗
- プロデューサー：鈴木清
- 企画：工藤裕司、大里幸夫
- 構成：岩井田利治、渡辺浩弐
- 撮影：阪本善尚
- 美術：松原裕志
- 音楽：高橋洋一
- 助監督：原田昌樹
- 製作協力：小学館、小学館プロダクション、旭通信社

## 挿入歌
- 『O・Z・O・N・E』

作詞・作曲・歌 - 坂上忍

## メディア化
本作品は『ファミ通DVDビデオ ファミコン生誕20周年記念 ファミコンのビデオ』に収録されており、現在でも容易に視聴することが可能である。また、公開年には同時上映のアニメ映画『RUNNING BOY スターソルジャーの秘密』と同時収録でVHS化もされたが、現在は入手困難である。